# Урожайное (Кировоградская область)
Урожайное (укр. Урожайне) — бывший посёлок в Новоархангельском районе Кировоградской области Украины.
Население по переписи 2001 года составляло 3 человека. Почтовый индекс — 26123. Телефонный код — 5255. Код КОАТУУ — 3523682205.
Снят с учёта решением Кировоградского областного совета от 20 сентября 2013 года